# Camille Chevillard
Paul Alexandre Camille Chevillard, född 14 oktober 1859 i Paris, död 30 maj 1923 i Chatou, var en fransk dirigent och tonsättare, son till Alexandre Chevillard.
Chevillard, bland vars verk märks kammarmusik och orkesterstycken, var från 1897 dirigent för Lamoureuxkonserterna i Paris och från 1913 musikalisk ledare av Stora operan där.